# Strobilomyces
Genre
Strobilomyces est un genre de champignons basidiomycètes de la famille des Boletacées.
Leur nom a été tiré du grec strobilos, « pomme de pin », en référence à l'aspect de l'espèce-type, originellement nommée strobilomyces strobilaceus.

## Liste des espèces de Strobilomyces
- Strobilomyces alpinus - (Yunnan, Chine)
- Strobilomyces ananaeceps
- Strobilomyces annamiticus
- Strobilomyces annulatus - (Malaisie)
- Strobilomyces areolatus
- Strobilomyces atrosquamosus
- Strobilomyces benoisii
- Strobilomyces camphoratus
- Strobilomyces coccineus
- Strobilomyces confusus - (Asie de l'Est, Amérique du Nord) [1]
- Strobilomyces coturnix - (Madagascar)
- Strobilomyces dryophilus - (États-Unis)
- Strobilomyces echinatus
- Strobilomyces excavatus
- Strobilomyces fasciculatus
- Strobilomyces foveatus - (Malaisie)
- Strobilomyces fusisporus
- Strobilomyces giganteus - (Sichuan, China)
- Strobilomyces gilbertianus - (République démocratique du Congo)
- Strobilomyces glabellus - (Yunnan, Chine)
- Strobilomyces glabriceps
- Strobilomyces hongoi - Japan
- Strobilomyces hydriensis
- Strobilomyces immutabilis - (Madagascar)
- Strobilomyces indica
- Strobilomyces kalimpongensis
- Strobilomyces latirimosus - (Guangxi, Chine)
- Strobilomyces ligulatus
- Strobilomyces mirandus - (Malaisie)
- Strobilomyces mollis - (Malaisie)
- Strobilomyces montosus
- Strobilomyces nigricans - (Asie de l'Est, Amérique du Nord) [1]
- Strobilomyces pallescens
- Strobilomyces paradoxus
- Strobilomyces parvirimosus - (Yunnan, Chine)
- Strobilomyces pauper - (Brésil)
- Strobilomyces polypyramis - (Malaisie)
- Strobilomyces porphyrius
- Strobilomyces retisporus
- Strobilomyces rufescens
- Strobilomyces sanmingensis
- Strobilomyces seminudus - (Ōtsu, Japon)
- Strobilomyces strobilaceus = S. floccopus - (Amérique du Nord, Europe)
- Strobilomyces subnigricans - (Hubei, Chine)
- Strobilomyces subnudus - (Jiangsu, Chine)
- Strobilomyces velutinus - (Yunnan, Chine)
- Strobilomyces velutipes - (Malaisie)